# Superior (village, Wisconsin)
Pour les articles homonymes, voir Superior.
Superior est un village du comté de Douglas, dans l'État du Wisconsin, aux États-Unis. En 2020, il comptait une population de 677 habitants.